# NGC 4618
إن جي سي 4618 مجرة حلزونية ضلعية قزمة مشوهة في اتجاه كوكبة السلوقيان وتصنف المجرة رسميا Sm ما يعني أن هيكلها غامض ويشبه بنية المجرات الحلزونية. ويشار إلى المجرة أحيانا باسم دوامة ماجلان بسبب التشابه بينها وبين سحابتا ماجلان
وخلافا لمعظم المجرات الحلزونية، إن جي سي 4618 لديها ذراع حلزوني واحد، والذي يعطي المجرة مظهر غير متماثل. لذلك توصف احيانا بأنها مجرة غريبة. وقد تم رصد العديد من المجرات المشابهة لها. ويعتقد أن المظهر غير المتماثل لهذه المجرة سببه التفاعل المجري مع المجرة إن جي سي 4625.